# Yolande Logelin
Yolande Logelin (* 11. Juni 1923 in Langres; † September 2016 in Château-Renault) war eine französische Tischtennisspielerin. Sie gewann bei der Weltmeisterschaft 1949 Bronze im Mannschaftswettbewerb.

## Werdegang
Yolande Logelin gewann zehn Titel bei den nationalen französischen Meisterschaften, nämlich 1943, 1944, 1945 und 1947 im Einzel, im Doppel 1939 mit Marie-Louise Chalamel, 1943 und 1944 mit Huguette Béolet, 1949 (unter ihrem Ehenamen Vannoni) mit Maisonneuve und 1953 mit Louise Giraud sowie 1947 im Mixed mit Guy Amouretti.
Von 1947 bis 1951 nahm sie an vier Weltmeisterschaften teil. Dabei war sie am erfolgreichsten im Teamwettbewerb, bei dem sie 1948 Fünfte wurde und  1949 das Halbfinale erreichte.

## Turnierergebnisse
| Verband | Veranstaltung     | Jahr | Ort       | Land | Einzel    | Doppel    | Mixed     | Team       |
| ------- | ----------------- | ---- | --------- | ---- | --------- | --------- | --------- | ---------- |
| FRA     | Weltmeisterschaft | 1951 | Wien      | AUT  | letzte 32 | letzte 32 | letzte 32 | 11         |
| FRA     | Weltmeisterschaft | 1949 | Stockholm | SWE  | letzte 16 | Scratched | letzte 16 | Halbfinale |
| FRA     | Weltmeisterschaft | 1948 | Wembley   | ENG  | letzte 16 | letzte 32 | letzte 32 | 5          |
| FRA     | Weltmeisterschaft | 1947 | Paris     | FRA  | letzte 64 | letzte 32 | letzte 64 | 9          |